# لاکربی: جستجو برای حقیقت
لاکربی: جستجو برای حقیقت (به انگلیسی: Lockerbie: A Search for Truth) یک مجموعه تلویزیونی بریتانیایی به کارگردانی اتو باترست و جیم لوچ است که بر اساس کتاب «بمباران لاکربی: جستجوی پدر برای عدالت» نوشته جیم سویر و پیتر بیدولف در سال ۲۰۲۱ ساخته شده است. در این فیلم کالین فرث در نقش سویر بازی می‌کند که پس از مرگ دخترش فلورا در پرواز شماره ۱۰۳ پان‌آم، به دنبال عدالت می‌گردد. این سریال در ۲ ژانویه ۲۰۲۵ در اسکای آتلانتیک در بریتانیا و ایرلند و در شبکه پیکاک در ایالات متحده منتشر شد.

## داستان
در دسامبر ۱۹۸۸، پرواز شماره ۱۰۳ پان‌آم، پروازی بر روی اقیانوس اطلس از لندن به نیویورک، ۳۸ دقیقه پس از بلند شدن در حین پرواز بر فراز شهر لاکربی کشور اسکاتلند توسط یک بمب منهدم شد و تمام ۲۴۳ مسافر و ۱۶ خدمه آن کشته شدند. بخش‌هایی از هواپیما در یک منطقه مسکونی سقوط کرد و ۱۱ نفر دیگر به دنبال آن کشته شدند. این سریال داستان واقعی زندگی جیم سویر (با بازی فرث) و همسرش جین را در جستجوی عدالت برای قربانیان، از جمله دخترشان فلورا را دنبال می‌کند.

## بازیگران
- کالین فرث در نقش جیم سویر
- کاترین مک‌کورمک در نقش جین سویر
- سم تراتون در نقش موری گاتری
- مارک بونار در نقش رودریک مک گیل
- اردلان اسماعیلی در نقش عبدالباسط المقرهی
- مدر عباره در نقش آل امین خلیفه فهیمه
- گای هنری در نقش پل شانون
- نبیل الراعی در نقش معمر قذافی
- جما کارلتون در نقش کتی سوایر
- هری ردینگ در نقش ویلیام سوایر
- روزانا آدامز در نقش فلورا سوایر[۲]

## تولید
این سریال محصول مشترک اسکای استودیو، پیکاک و کارنیوال فیلمز است. گزارش توسعه این مجموعه برای اولین بار در فوریه ۲۰۲۲ منتشر شد.
فیلمبرداری این مجموعه در اسکاتلند در فوریه ۲۰۲۴، در منطقه فریرز برا، لینلیتگو انجام شد.

## انتشار
این مجموعه پنج قسمتی در ۲ ژانویه ۲۰۲۵ برای اولین بار پخش شد. این برنامه از شبکه اسکای و سرویس پخش نو تی‌وی(Now tv) در بریتانیا و ایرلند و در شبکه پیکاک در ایالات متحده منتشر شده است.